# Allan McGraw
Allan McGraw (Glasgow, Escocia; 29 de julio de 1939-1 de marzo de 2023) fue un futbolista y entrenador de fútbol británico que jugó en la posición de delantero.

## Carrera profesional
Allan McGraw inició su carrera profesional con el equipo Greenock Morton. Jugando en la Segunda División, estableció el récord escocés de más goles anotados en una temporada. Finalizó como el goleador del Morton durante cinco temporadas consecutivas, apareciendo en la final de Copa en 1963. Ayudó a su club para la promoción. En 1964 tuvo el récord de 61 goles en 50 apariciones en esa temporada. Fue la primera vez que el equipo Morton jugaba en Primera División desde 1952, pero dos temporadas después el equipo descendió y regresó a la Segunda División.
Siguiendo al descenso, fue vendido al Hibernian por 15 mil libras esterlinas (hoy 297 mil). Anotó 8 goles en sus primeras 11 apariciones con el Hibs incluyendo triunfos contra Hearts y Rangers equipos de prosapia de la Liga de Escocia. McGraw anotó un gol que adelantó a su equipo en la ronda final de Copa en 1969, pero no pudo jugar en la final por estar lesionado. McGraw había salido en camilla durante el partido de semifinales, pero regresó al campo más tarde pero como Hibs había utilizado un sustituto ya no pudo seguir jugando. Se aplicó varias inyecciones para mitigar el dolor de su lesión. Esto daño sus rodillas, originando mucho dolor y siendo necesario el uso de bastón para poder caminar el resto de su vida. Jugaría más tarde para el Linfield por una temporada y regresaría al Morton sin aparecer en un partido de la liga.

### Club
| Periodo   | Club                      | Apariciones | Goles |
| --------- | ------------------------- | ----------- | ----- |
| 1961–1966 | Greenock Morton FC        | 136         | 117   |
| 1966–1969 | Hibernian FC              | 60          | 18    |
| 1967      | → Toronto City (invitado) | 11          | 1     |
| 1969–1970 | Linfield FC               | 20          | 8     |
| 1970–1971 | Greenock Morton FC        | 0           | 0     |

### Entrenador
Al retirarse como jugador en 1971 a causa de las lesiones en sus rodillas que le impedían caminar, fue el entrenador del Gleenock Morton FC de 1985 a 1997, donde estuvo cerca de lograr el ascenso a la Liga Premier de Escocia en la temporada 1995/96.

## Tras el retiro
Fue candidato al parlamento escocés en las elecciones parlamentarias de Escocia de 1999 como candidato independiente pero no logró el objetivo. Su hijo Mark también fue futbolista, y militó en Hibernian FC y el Greenock Morton FC.

## Logros

### Jugador
Morton
- Scottish Division Two: 1963–64[4][5][6]

Individual
- Goleador de la Segunda División de Escocia: 1963–64

### Entrenador
Greenock Morton
- Scottish First Division: 1986–87[4][5][6]
- Scottish Second Division: 1994–95[4][5][6]

Individual
- Entrenador del Año en la Primera División de Escocia: 1986–87[4][5][6]
- Entrenador del Año en la Segunda División de Escocia: 1994–95[7]

### Distinciones
- Inducción al Salón de la Fama del Fútbol escocés: 2017[8]
- Premio Especial al Mérito del Fútbol escocés: 1998[9]